# Vijayawada
Vijayawada este un oraș în India.